# Prem'er-Liga 2018-2019
La Prem'er-Liga 2018-2019 è stata la ventisettesima edizione della massima serie del campionato russo di calcio dopo la dissoluzione dell'Unione Sovietica e la sedicesima edizione sotto l'attuale denominazione. La stagione è iniziata il 29 luglio 2018 e si è conclusa il 26 maggio 2019. Il titolo è stato vinto dallo Zenit San Pietroburgo con tre giornate d'anticipo, che ha di fatto occupato la vetta del campionato fin dalla prima giornata

## Stagione

### Novità
Rispetto alla stagione 2017-2018 sono state retrocesse in PFN Ligi, l'Anži, il Tosno e lo SKA-Chabarovsk. Dalla PFN Ligi 2017-2018 sono stati promossi l'Orenburg, il Kryl'ja Sovetov Samara e l'Enisej. L'Anži, retrocesso sul campo dopo gli spareggi promozione/retrocessione, è stato successivamente ripescato dopo la mancata iscrizione dell'Amkar Perm'.

### Formula
Le sedici squadre partecipanti si affrontano in un girone all'italiana con partite di andata e ritorno per un totale di 30 giornate. La prima classificata al termine della stagione regolare è designata campione di Russia e ammessa alla fase a gironi della UEFA Champions League 2019-2020, assieme alla seconda classificata. La squadra terza classificata viene ammessa al terzo turno preliminare di UEFA Champions League. Le squadre quarta e quaina classificate vengono ammesse in UEFA Europa League 2019-2020, rispettivamente al terzo e al secondo turno preliminare , assieme alla vincitrice della Coppa di Russia, ammessa direttamente alla fase a gironi. Le ultime due classificate sono retrocesse in Pervenstvo Futbol'noj Nacional'noj Ligi, mentre tredicesima e quattordicesima classificate vengono ammesse agli spareggi promozione/retrocessione contro terza e quarta classificate della PFN Ligi per due posti in massima serie.

## Squadre partecipanti
| Club                   | Stagione | Città           | Stadio                 | Stagione precedente       |
| ---------------------- | -------- | --------------- | ---------------------- | ------------------------- |
| Achmat Groznyj         | dettagli | Groznyj         | Achmat-Arena           | 9º posto in Prem'er-Liga  |
| Anži                   | dettagli | Machačkala      | Anži-Arena             | 14º posto in Prem'er-Liga |
| Arsenal Tula           | dettagli | Tula            | Stadio Arsenal         | 7º posto in Prem'er-Liga  |
| CSKA Mosca             | dettagli | Mosca           | Arena CSKA             | 2º posto in Prem'er-Liga  |
| Dinamo Mosca           | dettagli | Mosca           | Arena Chimki           | 8º posto in Prem'er-Liga  |
| Enisej                 | dettagli | Krasnojarsk     | Stadio Centrale        | 3º posto in PFN Ligi      |
| Krasnodar              | dettagli | Krasnodar       | Stadio FC Krasnodar    | 4º posto in Prem'er-Liga  |
| Kryl'ja Sovetov Samara | dettagli | Samara          | Cosmos Arena           | 2º posto in PFN Ligi      |
| Lokomotiv Mosca        | dettagli | Mosca           | Stadio Lokomotiv       | Campione di Russia        |
| Orenburg               | dettagli | Orenburg        | Stadio Gazovik         | 1º posto in PFN Ligi      |
| Rostov                 | dettagli | Rostov sul Don  | Rostov Arena           | 11º posto in Prem'er-Liga |
| Rubin                  | dettagli | Kazan'          | Kazan Arena            | 10º posto in Prem'er-Liga |
| Spartak Mosca          | dettagli | Mosca           | Otkrytie Arena         | 3º posto in Prem'er-Liga  |
| Ufa                    | dettagli | Ufa             | Stadio Neftjanik       | 6º posto in Prem'er-Liga  |
| Ural                   | dettagli | Ekaterinburg    | Stadio Centrale        | 12º posto in Prem'er-Liga |
| Zenit San Pietroburgo  | dettagli | San Pietroburgo | Stadio San Pietroburgo | 5º posto in Prem'er-Liga  |

## Classifica finale
|                   | Pos. | Squadra                | Pt | G  | V  | N  | P  | GF | GS | DR  |
| ----------------- | ---- | ---------------------- | -- | -- | -- | -- | -- | -- | -- | --- |
| Russia (bandiera) | 1.   | Zenit San Pietroburgo  | 64 | 30 | 20 | 4  | 6  | 57 | 29 | +28 |
|                   | 2.   | Lokomotiv Mosca        | 56 | 30 | 16 | 8  | 6  | 45 | 28 | +17 |
|                   | 3.   | Krasnodar              | 56 | 30 | 16 | 8  | 6  | 55 | 23 | +32 |
|                   | 4.   | CSKA Mosca             | 51 | 30 | 14 | 9  | 7  | 46 | 23 | +23 |
|                   | 5.   | Spartak Mosca          | 49 | 30 | 14 | 7  | 9  | 36 | 31 | +5  |
|                   | 6.   | Arsenal Tula           | 46 | 30 | 12 | 10 | 8  | 40 | 33 | +7  |
|                   | 7.   | Orenburg               | 43 | 30 | 12 | 7  | 11 | 39 | 34 | +5  |
|                   | 8.   | Achmat Groznyj         | 42 | 30 | 11 | 9  | 10 | 28 | 30 | -2  |
|                   | 9.   | Rostov                 | 41 | 30 | 10 | 11 | 9  | 25 | 23 | +2  |
|                   | 10.  | Ural                   | 38 | 30 | 10 | 8  | 12 | 33 | 45 | -12 |
|                   | 11.  | Rubin                  | 36 | 30 | 7  | 15 | 8  | 24 | 30 | -6  |
|                   | 12.  | Dinamo Mosca           | 33 | 30 | 6  | 15 | 9  | 28 | 28 | 0   |
|                   | 13.  | Kryl'ja Sovetov Samara | 28 | 30 | 8  | 4  | 18 | 25 | 46 | -21 |
|                   | 14.  | Ufa                    | 26 | 30 | 5  | 11 | 14 | 24 | 34 | -10 |
|                   | 15.  | Anži                   | 21 | 30 | 5  | 6  | 19 | 13 | 50 | -37 |
|                   | 16.  | Enisej                 | 20 | 30 | 4  | 8  | 18 | 24 | 55 | -31 |

Legenda:
      Campione di Russia e ammessa alla UEFA Champions League 2019-2020.
      Ammessa alla UEFA Champions League 2019-2020.
      Ammessa alla UEFA Europa League 2019-2020.
 Ammessa allo spareggio promozione-retrocessione.
      Retrocesse in PFN Ligi 2019-2020.
Note:
Tre punti a vittoria, uno a pareggio, zero a sconfitta.
La classifica viene stilata secondo i seguenti criteri:
- Punti conquistati
- Partite vinte
- Punti conquistati negli scontri diretti
- Partite vinte negli scontri diretti
- Differenza reti negli scontri diretti
- Reti realizzate in trasferta negli scontri diretti
- Differenza reti generale
- Reti totali realizzate
- Reti totali realizzate in trasferta

## Risultati

### Tabellone
|                       | Anz  | ArT  | CSK  | Din  | Eni  | Ore  | Kra  | Kry  | Lok  | Ros  | Rub  | Spa  | Ach  | Ufa  | Ura  | Zen  |
| --------------------- | ---- | ---- | ---- | ---- | ---- | ---- | ---- | ---- | ---- | ---- | ---- | ---- | ---- | ---- | ---- | ---- |
| Anži                  | –––– | 0-1  | 0-2  | 1-1  | 2-1  | 1-3  | 0-4  | 0-2  | 0-2  | 1-1  | 1-1  | 0-3  | 0-1  | 0-0  | 0-2  | 2-1  |
| Arsenal Tula          | 2-0  | –––– | 2-0  | 0-0  | 2-0  | 2-2  | 0-3  | 4-0  | 2-0  | 0-1  | 2-2  | 3-0  | 3-1  | 1-1  | 0-0  | 4-2  |
| CSKA Mosca            | 2-0  | 3-0  | –––– | 2-2  | 2-1  | 2-3  | 1-2  | 6-0  | 0-1  | 0-1  | 3-0  | 1-1  | 1-0  | 2-2  | 4-0  | 2-0  |
| Dinamo Mosca          | 0-1  | 3-3  | 0-0  | –––– | 1-2  | 2-0  | 1-1  | 1-0  | 0-1  | 0-0  | 1-1  | 0-1  | 0-0  | 3-0  | 4-0  | 1-0  |
| Enisej                | 3-1  | 0-0  | 1-1  | 2-2  | –––– | 2-1  | 0-4  | 2-2  | 0-3  | 1-1  | 1-1  | 2-3  | 1-1  | 0-0  | 1-2  | 0-2  |
| Orenburg              | 0-1  | 1-1  | 0-1  | 1-0  | 0-0  | –––– | 1-1  | 3-1  | 1-0  | 3-0  | 1-0  | 2-0  | 1-3  | 1-0  | 2-2  | 1-2  |
| Krasnodar             | 5-0  | 3-0  | 2-0  | 3-0  | 3-0  | 2-2  | –––– | 1-0  | 2-1  | 2-2  | 1-0  | 0-1  | 0-1  | 1-1  | 2-0  | 2-3  |
| Kryl'ja Sovetov       | 1-0  | 0-1  | 0-0  | 1-0  | 4-0  | 0-3  | 0-3  | –––– | 0-1  | 1-0  | 1-0  | 1-2  | 1-2  | 1-1  | 0-1  | 0-1  |
| Lokomotiv Mosca       | 2-1  | 3-1  | 1-1  | 1-1  | 2-1  | 2-1  | 1-0  | 2-2  | –––– | 2-1  | 4-0  | 0-0  | 2-0  | 1-0  | 1-2  | 1-1  |
| Rostov                | 1-0  | 0-0  | 0-0  | 0-0  | 4-0  | 0-1  | 1-1  | 0-1  | 1-2  | –––– | 1-1  | 2-1  | 1-0  | 0-0  | 2-1  | 1-0  |
| Rubin Kazan'          | 0-0  | 0-0  | 1-1  | 1-1  | 1-0  | 2-0  | 2-1  | 2-1  | 0-0  | 0-2  | –––– | 1-1  | 1-0  | 1-1  | 1-0  | 0-1  |
| Spartak Mosca         | 1-0  | 2-3  | 0-2  | 2-1  | 2-0  | 1-0  | 1-1  | 3-1  | 2-1  | 0-1  | 1-1  | –––– | 1-2  | 1-0  | 1-2  | 1-1  |
| Achmat Groznyj        | 0-0  | 2-0  | 0-2  | 0-0  | 1-0  | 1-1  | 1-1  | 2-1  | 1-3  | 1-0  | 1-1  | 1-3  | –––– | 2-1  | 1-1  | 1-1  |
| Ufa                   | 3-0  | 1-2  | 0-3  | 1-2  | 2-1  | 0-2  | 1-1  | 1-2  | 0-0  | 1-0  | 0-0  | 2-0  | 0-1  | –––– | 4-1  | 0-2  |
| Ural                  | 0-1  | 2-1  | 0-1  | 1-1  | 3-2  | 2-1  | 1-2  | 1-1  | 2-2  | 1-1  | 2-1  | 0-1  | 2-1  | 1-1  | –––– | 0-1  |
| Zenit San Pietroburgo | 5-0  | 1-0  | 3-1  | 2-0  | 4-1  | 3-1  | 2-1  | 4-2  | 5-3  | 2-0  | 1-2  | 0-0  | 1-0  | 2-1  | 4-1  | –––– |

## Spareggi promozione-retrocessione
|                        | Risultati |                        | Luogo e data                    |
| ---------------------- | --------- | ---------------------- | ------------------------------- |
| Ufa                    | 2-0       | Tom' Tomsk             | Ufa, 30 maggio 2019             |
| Tom' Tomsk             | 1-0       | Ufa                    | Tomsk, 2 giugno 2019            |
|                        |           |                        |                                 |
| Nižnij Novgorod        | 1-3       | Kryl'ja Sovetov Samara | Nižnij Novgorod, 30 maggio 2019 |
| Kryl'ja Sovetov Samara | 0-1       | Nižnij Novgorod        | Samara, 2 giugno 2019           |
|                        |           |                        |                                 |

## Statistiche

### Capoliste solitarie
|    | —— | ——                    | —— | —— | —— | —— | —— | —— | ——  | ——  | ——  | ——  | ——  | ——  | ——  | ——  | ——  | ——  | ——  | ——  | ——  | ——  | ——  | ——  | ——  | ——  | ——  | ——  | ——  | —— |  |
|    |    | Zenit San Pietroburgo |    |    |    |    |    |    |     |     |     |     |     |     |     |     |     |     |     |     |     |     |     |     |     |     |     |     |     |    |  |
|    |    |                       |    |    |    |    |    |    |     |     |     |     |     |     |     |     |     |     |     |     |     |     |     |     |     |     |     |     |     |    |  |
|    |    |                       |    |    |    |    |    |    |     |     |     |     |     |     |     |     |     |     |     |     |     |     |     |     |     |     |     |     |     |    |  |
| 1ª | 2ª | 3ª                    | 4ª | 5ª | 6ª | 7ª | 8ª | 9ª | 10ª | 11ª | 12ª | 13ª | 14ª | 15ª | 16ª | 17ª | 18ª | 19ª | 20ª | 21ª | 22ª | 23ª | 24ª | 25ª | 26ª | 27ª | 28ª | 29ª | 30ª |    |  |

### Classifica marcatori
| Gol |  |  | Giocatore         | Squadra         |
| --- |  |  | ----------------- | --------------- |
| 15  |  |  | Fëdor Čalov       | CSKA Mosca      |
| 13  |  |  | Sardar Azmoun     | Zenit           |
| 12  |  |  | Viktor Claesson   | Krasnodar       |
| 11  |  |  | Sebastián Driussi | Zenit           |
| 11  |  |  | Anton Mirančuk    | Lokomotiv Mosca |
| 10  |  |  | Zé Luís           | Spartak Mosca   |
| 9   |  |  | Sylvester Igboun  | Ufa             |